# Église de l'Assomption de Romazières
L'église de l'Assomption est une église située à Romazières, dans le département français de la Charente-Maritime en région Nouvelle-Aquitaine.

## Historique
L'église est inscrite au titre des monuments historiques par arrêté du 13 mars 1935.